# Жан-Поль Нгупанде
Жан-Поль Нгупанде (фр. Jean-Paul Ngoupandé; 6 грудня 1948, Нгоро, регіон Кемо-Грібінгі, Убангі-Шарі, Французька Екваторіальна Африка — 4 травня 2014, Париж, Франція) — центрально-африканський дипломат та державний діяч, прем'єр-міністр Центрально-Африканської Республіки (1996—1997).

## Життєпис
У 1985—1987 рр. — міністр освіти
У 1989—1994 рр. — Надзвичайний і Повноважний Посол ЦАР в Кот-Д'Івуарі
У 1994—1996 рр. — Надзвичайний і Повноважний Посол ЦАР у Франції
У 1996—1997 рр. — прем'єр-міністр і міністр фінансів Центрально-Африканської Республіки. Почав політику реформ через які вступив у конфлікт з президентом Анж-Фелікс Патассе і був відправлений у відставку.
У 2005—2006 рр. — міністр закордонних справ Центрально-Африканської Республіки. Потім був радником президента Франсуа Бозізе.

## Політична діяльність
Заснував опозиційну Партію національної єдності (Parti de l'unité nationale), від неї він виступив кандидатом в президенти на виборах в червні 1999 року, на яких отримав 3,18 %. Підсумкові результати опозиція оголосила сфальсифікованими.
У 2005 р знову балотувався на пост глави держави, повернувшись для цього з еміграції в Парижі в Бангі. Спочатку його кандидатура, як і шість інших опозиційних політиків, не була зареєстрована з формальних причин. Потім це рішення по відношенню до нього було переглянуто і він набрав 5 % голосів виборців, посівши четверте місце. В той же час був обраний до парламенту, підтримував президента Франсуа Бозізе.

## Автор книг
Перебуваючи в паризькій еміграції, написав ряд книг.